# Autostrada A54 (Włochy)
Autostrada A54 (Zachodnia Obwodnica Pawii) (wł. Tangenziale Ovest di Pavia) – autostrada w północnych Włoszech stanowiąca zachodnie obejście Pawii. Droga została oddana do użytku w roku 1994. Operatorem trasy jest spółka Milano Serravalle – Milano Tangenziali.